# Дайирман
«Дайирма́н» (азерб. Dəyirman, дословно — «мельница») — азербайджанская хип-хоп-группа, образовавшаяся в 1999 году в Баку. В оригинальный состав группы входили Мири Юсиф, Малик Калантарли, Анар Абдулла и Эльмир Магеррамов. Свой жанр они охарактеризовали как «Azeri Rap». Группа была очень популярна в Азербайджане и за её пределами в кругах диаспоры за патриотические песни в национальном духе, сочетавшими хип-хоп с элементами традиционной поэзии мейханы. В 1999—2000 годах продюсерами коллектива являлись братья Вахид и Сейфулла Мустафаевы, а затем с 2001 до последнего времени Эмин Эфенди.
В разное время участники «Дайирман» сотрудничали со многими другими музыкальными коллективами и исполнителями, кроме того, группа «Дайирман», Эльшад Хосе и Анар Нагылбаз входили в альянс «Гафия-Мафия», однако возникшие разногласия привели к тому, что они прекратили сотрудничество. В качестве саунд-продюсера нескольких песен из альбомов «Дайирман» выступил Сергей Гулиев, более известный как Jizza Pro, который также работал с Эльшадом Хосе, N’Pans и другими артистами.

## История
Участники будущего проекта как и их продюсер Эмин Эфенди вместе учились в Строительном институте (ныне Азербайджанский Строительно-Архитектурный Университет), за исключением Анара Абдуллы, тогда студента АЗИ (Азербайджанский институт нефти и химии им. М. Азизбекова). Анар некоторое время был на расстоянии от «Дайирман» в связи с работой в США и Саудовской Аравии, однако продолжал поддерживать отношения с бывшими коллегами и участвовать в сольных концертах, в том числе и последнем «Джордж Буш харалыды», где ранее был пущен слух одной из магазинных передач местного ТВ-канала о попадании Анара в автокатастрофу. В 2012 году Анар Абдулла выступил режиссёром клипа ABD Малика на акустическую версию песни «Itirdim», записанную специально для съёмок.Также выступил продюсером и режиссёром на клипы «Brilliant Nağıl» и «Qara Kofe»
В 1995 году была создана группа «G.G.G.Аіlesi» (аббр. «Gara Gan Gardashlari Ailesi»), которая в 1999 году переименована в «Дайирман». Студия звукозаписи VVS-records, с которой ребята изначально подписали контракт, предложила концепцию синтеза рэпа и народных песен для их первого альбома, получившего название Az@rimeyk, а для записи вокала позднее была приглашена ученица музыкальной академии Лейла Алиева. Версия песни «Сары гялин», записанная при участии Лейлы, 22 апреля 2000 года удостоена общественной премии Азербайджана «Хумай» в номинации «Лучший видеоклип года». В 2004 году Анар и Сергей Гулиев(Jizza pro) приезжали в Москву для того, чтобы наладить отношения с российскими рэп-исполнителями. 18 марта 2007 года в Москве состоялся благотворительный концерт «Красна весна Новрузом», организованный культурно-просветительским центром «Азербайджан», на котором также выступила группа «Дайирман». Райдер из группы Klan-a-plan был автором музыки в «Millioner məhəlləsi», слова которой написали участники «Дайирман», а съёмки клипа к этой песне, завершившиеся осенью 2009 года, прошли в Батуми и Тбилиси. Желая показать пути к достижению успеха, «Дайирман» создала для молодёжи социальный проект «Millioner məhəlləsi», который включал в себя одноимённый сингл, видеоклип, концертное турне и журнал. В 2010 году «Дайирман» совместно с Тони Блэкман записали песню «Справедливость Ходжалам» (англ. Justice for Khojaly), дабы почтить память жертв Ходжалинской резни. Композиция аранжирована семикратным лауреатом премии «Грэмми» Гордоном Уильямсом (англ. Gordon Williams), а в тексте содержится призыв Мартина Лютера Кинга, известного борца за права чернокожего населения США. Наряду с рэпом в песне используются элементы традиционной азербайджанской музыки. Как рассказал в интервью Bakililar.AZ продюсер группы Эмин Эфенди, его попросили принести десять дисков с записями азербайджанских песен, после чего Гордон Уильямс прослушал и внимательно изучил все до одного, выбрав в итоге «Qarabağ bülbülləri». В рамках промотура в поддержку своего альбома Before I Self Destruct, с концертом в Баку 11 апреля 2010 года выступил 50 Cent, до выхода которого на сцене была группа «Дайирман». Юсиф и Калантарли, присутствовавшие на пресс-конференции, посвящённой предстоящему концерту, поблагодарили организаторов за предоставленную возможность. «Когда в своё время в Баку давал концерт Coolio, мы были очень расстроены, что нас на него даже не пригласили, и теперь мы очень рады, что наш многолетний труд оценён и благодаря организаторам вечера мы примем участие в этом грандиозном проекте», 22 января 2011 года состоялась презентация клипа на песню «Səninlə», записанную вместе с Эльмиром, которая посвящается Руфату Эфендиеву (Райдеру из Klan-a-plan), скоропостижно скончавшемуся 17 октября 2010 года в возрасте 26 лет.
Летом 2008 года «Дайирман» намеревалась выпустить свою линию одежды, включая джинсы и футболки со строками песен. Как стало известно Day.Az, основную прибыль участники коллектива получают от коммерческой деятельности, не связанной с музыкой, так например, Эльмир с Маликом решили попробовать себя в рекламном бизнесе,. Помимо творческой деятельности и участия в социальных проектах, связанных как с коммерческими организациями, так и с правительственными, группа занимается благотворительностью. В благотворительной акции, организованной для детей сирот, кроме Зульфии Ханбабаевой, народной артистки Азербайджана, озвучивавшей козу из сказки «Волк и семеро козлят», зайца из «Колобка» и героиню «Тык-тык ханум», также участвовали «Дайирман» и некоторые знаменитости, которые переозвучили другие известные мультфильмы на азербайджанский язык. Вместе с тем преимущественно для незрячих детей была записана аудиоверсия народных сказок, причём председатель организации «К единству», Зарифа Гулиева, изначально заверила, что диски будут розданы детям бесплатно. Кроме того, желающие могли купить такой диск, и тем самым помочь организовать отдых в летнем лагере для детей-сирот и детей с особыми потребностями. 29 ноября 2006 года группа «Дайирман» выступила в клубе İSİS (Лондон), по инициативе Лондонского азербайджанского общества, учреждённого Тале Гейдаровым. Собранные в ходе развлекательного вечера средства были переданы в пользу первой в Лондоне воскресной азербайджанской школы «Каспиан-Хазри». В 2010 году «Dəyirman Production» занималась в Баку подготовкой театральной постановки, в соответствии с программой мирового тура «IX Международного театрального фестиваля им. А. П. Чехова», стартовавшего в Москве. Эмин Эфенди поделился своими планами в интервью: «Необычность постановки заключается в том, что мы планируем поставить спектакль с участием глухонемых и здоровых детей из интернатов. Постановка будет приурочена к 150-летию со дня рождения А. П. Чехова». Предполагалось также, что созданная общественная организация «Объединение творческой молодёжи „Dəyirman“» (азерб. «„Dəyirman“ Yaradıcı Gənclər Birliyi»), которая требовала значительных инвестиций, будет оказывать поддержку талантливой молодёжи в Азербайджане.
На 21 мая 2010 года была назначена дата проведения концерта группой «Дайирман», отмечающей свой 10-летний юбилей выступлением в «Зелёном театре», при поддержке Министерства культуры и туризма Азербайджана. На сегодняшний день участники группы являются популярными исполнителями, презентуя собственные релизы в сольных проектах, как например Мири Юсиф. Однако они сохранили дружеские отношения и продолжили совместные выступления, несмотря на распад. Накануне дня рождения Майкла Джексона, наряду с известными азербайджанскими исполнителями, группа «Дайирман» принимала участие в концерте, посвящённом его памяти, который состоялся 28 августа 2011 года в Бакинском джаз-центре, куда в качестве гостя также был приглашён Мэтью Брайза, работавший тогда послом США в Азербайджане. Согласно художественному руководителю балета «Спайдер» и одному из организаторов мероприятия, Андрею Бабичу, запись концерта планировалось передать семье Джексона через его официальный фан-клуб в США. Как сообщает BAKU.WS, бывшие участники «Дайирман» в 2014 году хотели снова собраться в студии, чтобы записать совместную песню из репертуара группы Digital Underground образца 1994 года.
Азербайджанская модель и певица Зулейха Акчурина, принимавшая участие в записи песни «25 faizlik məhəbbət» группы «Дайирман», признавалась в интервью, что ни с кем не советовалась относительно включения их совместной песни в свой дебютный альбом. «Насколько я понимаю, на эту песню все мы имеем права, так как исполняли её вместе» — заявила Зулейха. Кроме того, она сетовала, что ребята из «Дайирман» не упомянули её имя на презентации клипа, снятого к песне. Члены «Дайирман» во время прямого радиоэфира передачи «Xalq Parad», гостем которого был популярный азербайджанский певец Фаик Агаев, крайне неодобрительно отзывались о нём, даже несмотря на участие в совместных мероприятиях, причём заявили, что всего лишь высказали своё мнение относительно исполнителя и его творчества. Известный в прошлом азербайджанский рэпер Гусейн Дарья, подвергнутый жёсткой критике со стороны Эльшада Хосе и участников «Дайирман», в свою очередь также резко отзывался о них, впрочем Мири Юсиф относился к нему с присущим уважением.
Обсуждая проблемы взаимоотношений в современном обществе, известный азербайджанский философ, профессор и публицист Ниязи Мехди говорил: «Наше молодое поколение ещё не имитирует антиглобалистскую эстетику разрушения и пожара. Но по-видимому, эта эстетика чем-то очень близка им, поэтому повторяется в ненавистном отрицании всех нас в текстах азербайджанских музыкальных групп HOST, Dəyirman, в романах и стихах Али Алекпера, Сеймур Байджана, Агшина Йенисейа и др»[sic].

## Состав
Актуальный состав
- Мири Юсиф (Мирбабаев Мир Юсиф Мир Гейдар оглы, азерб. Mirbabayev Mir Yusif Mir Heydər oğlu)
- ABD Малик (Малик Калантарли Хайям оглы, азерб. Malik Kalantarli Xəyyam oğlu)
- L-Mir (Эльмир Магеррамов, азерб. Elmir Magerramov)
- Анар Абдулла (азерб. Anar Abdulla)

## Дискография
- Az@rimeyk (2000)
- Qurd[англ.] (2001)
- Gözümüz sözdür (2003)
- Corc Buş haralıdır (2004)
- Atmosfer (2006)
- Bərk sürən (2008)

## Награды и номинации
| Год  | Награда | Категория             | Работа       | Результат |
| ---- | ------- | --------------------- | ------------ | --------- |
| 2000 | «Хумай» | Лучший видеоклип года | «Сары гялин» | Победа    |